# Moletano
Moletano, frazione del comune di Amatrice in provincia di Rieti, è posta ai piedi della montagna di Cime Lepri (2445 m), seconda cimata  della catena montuosa dei Monti della Laga. Il Moletano nel 1776 aveva 10 fochi (famiglie), nel 1855 aveva 107 abitanti, 124 nel 1951, attualmente i residenti sono poco più di dieci durante il periodo invernale, ma il paese prende vita con l'estate, grazie al ritorno alle origini di molti paesani emigrati. La Impatiens Balfourii Hooker fil cresce liberamente a Moletano, da oltre dieci anni. La Festa del paese si svolge con relativa processione la seconda domenica di settembre. I Casati più noti sono: Ciancaglioni, D'Angelo, Natili, Picca, Ruggeri, Ruggieri, Terribile.

## Origini del nome
Moletano : dal latino  MOLETANUM, PRAEDIUM MOLETANUM terreno col mulino. In effetti è nota l'esistenza nelle vicinanze del caseggiato della Mola di Santarellu, dal nome del proprietario Sante Picca, posizionata sulla strada Moletano-Amatrice.

## Storia
Questo piccolo paese, nell'ultimo conflitto mondiale, ha dato il suo contributo di sangue allorché due concittadini, Mariano e Celestino Natili, furono trucidati dai soldati nazisti alle fosse ardeatine.
Gli eventi sismici dell'agosto e ottobre 2016 noti come Terremoto del Centro Italia, hanno danneggiato il 98% delle abitazioni, fortunatamente non si contano vittime tra gli abitanti. Attualmente il caseggiato è interdetto all'accesso e sarà imminente l'opera di demolizione pressoché totale. Il Moletano così come era rimarrà solo nelle foto.

## Monumenti e luoghi d'interesse

### Portonaccio e Chiesa della Beata Vergine di Loreto
Nella piccola piazza, sulla sinistra, c'è il cosiddetto “Portonaccio” una volta sede di un distaccamento per amministrare la giustizia.
La chiesa di Moletano con l'antico titolo di Santa Maria delle Grazie è dedicata alla Madonna di Loreto, fu costruita su precedente oratorio nel 1670 come da data sulla facciata. All'interno il soffitto a cassettoni fu rimosso in occasione della ristrutturazione dell'edificio negli anni 70 e in parte recuperato; ora adorna l'altare sui due lati. 
L'altare fa da cornice ad un antico affresco molto sbiadito che ritrae la Vergine tra i santi Sebastiano e Paolo attribuito al XV secolo che conferma l'esistenza del precedente oratorio. La croce passionale di proprietà della chiesa è del 1500 quindi antecedente all'erezione dell'attuale fabbricato.

## Manifestazioni ed eventi
La Madonna dell'Icona Passatora viene festeggiata la seconda domenica di agosto con diverse funzioni religiose che terminano con la pittoresca processione che si svolge intorno al santuario. A tale rito partecipano tutti gli abitanti delle frazioni limitrofe, in abiti tipici.